# Timema podura
Timema podura is een insect uit de orde Phasmatodea en de familie Timematidae. De wetenschappelijke naam van deze soort is voor het eerst geldig gepubliceerd in 1936 door Strohecker.